# Biedronka
Biedronka es la mayor cadena de supermercados no afiliada de Polonia, propiedad de la empresa portuguesa Jerónimo Martins. Literalmente, biedronka significa mariquita en polaco, siendo este insecto el logo del supermercado.
Biedronka comercializa en su mayoría productos polacos; aun así, también vende productos provenientes de Portugal, especialmente vino. Biedronka es una de las empresas más populares y extendidas de Polonia (con cerca de 2.700 establecimientos) y muchos de sus productos han sido rebajados para que éstos estén al alcance de los clientes con menor capacidad adquisitiva.